# حي الأندلس (حلب)
حي الأندلس في مدينة حلب الشهباء شمال سورية، حي تأسس في ستينات القرن العشرين، يقع في غرب المدينة، وكان اسمه جمعية المعلمين ثم أصبح إسمه حي الأندلس، وهو مجاور لحي الشهباء، وقريب من جامع الروضة وجامع الرضوان الشهيران في حلب. كان نظام البناء فيه فيلات من طابق واحد أو طابقين ثم سمح بإضافة طوابق أخرى.